# Бургдорф (Ганновер)
Бургдорф (нем. Burgdorf) — город в Германии, в земле Нижняя Саксония.
Входит в состав района Ганновер. Население составляет 29 886 человек (на 31 декабря 2010 года). Занимает площадь 112,34 км². Официальный код — 03 2 41 003.
| Год  | Население |
| ---- | --------- |
| 1990 | 28 631    |
| 1995 | 30 114    |
| 2000 | 30 387    |
| 2005 | 30 304    |
| 2010 | 29 951    |